# Macédoine au Concours Eurovision de la chanson 2014
La Macédoine a annoncé en 2013 sa participation au Concours Eurovision de la chanson 2014 à Copenhague, au Danemark.
Tijana Dapčević, représentant la Macédoine, est annoncé le 28 août 2013, à la suite d'une sélection interne.
Sa chanson Tamu kaj što pripagjam (Таму кај што припаѓам), ou To the sky dans sa version en anglais, est présentée le 22 février 2014.

## Processus de sélection
La Macédoine a annoncé sa participation au concours le 28 août 2013 et a en même temps présenté l'artiste sélectionnée en interne qui représentera le pays.
La chanteuse représentant la Macédoine sera donc Tijana Dapčević. Celle-ci a déjà tenté de représenter la Macédoine en 1996, 2004 et 2005 et la Serbie-et-Monténégro en 2006 sans succès.
Sa petite sœur Tamara, qui a déjà représenté la Macédoine en 2008, l'accompagnera sur la scène de la B&W Hallern de Copenhague.
Le titre d'une chanson fut révélé le 14 novembre 2013, intitulée Pobeda (Победа). Cependant, la veille de la présentation, un autre titre fut annoncé, sous le nom Tamu kaj što pripagjam (Таму кај што припаѓам)

## À l'Eurovision
La Macédoine participa à la deuxième demi-finale, le 8 mai 2014 mais ne se qualifia pas pour la finale.